# Підсухе
Підсухе́ (англ. Pidsukhe) — село Старокропивницького старостинського округу Східницької громади Дрогобицького району Львівської області.
Хутори Підсухе та Гута є найменшими адміністративними населеними пунктами Дрогобицького району.

## Історія
Мережа Інтернет видає інформацію про першу писемну згадку про поселення 1439-м роком, проте електронний ресурс не подає письмової фіксації ойконіма.
На картах кін. XIX - поч. XX ст. позначено поселення Буковець. Назва Підсухе/Підсухий відсутня. Зокрема це видно на польських топографічних картах 1937 р. і на карті Дрогобицької області від 01 вересня 1940 р.
У період нацистської окупації під час Другої світової війни, зі серпня 1941 р. по серпень 1944 р. місцевість входила до волості (нім. Landgemeinde) Новий Кропивник окружного староства Дрогобич (нім. Kreishauptmannschaft Drohobycz) дистрикту Галичина Генерал-губернаторства для окупованих польських земель.
Маємо підстави вважати першою документальною згадкою про населений пункт лише 1947 р. - Підсухий. У цьому ж джерелі ми бачимо, що поселення належало до Новокропивницької сільської ради Підбузького району Дрогобицької області. Там же бачимо окремо згадку про хутір Буховець, також Новокропивницької сільської ради, якого у довіднику 1967 р. вже не згадано. Ймовірно, у 1959-1962 рр. під час адміністративної реформи, вони були об'єднані із селом Новий Кропивник.
У довіднику «Українська РСР. Адміністративно-територіальний устрій: на 1 січня 1987 року. - К.: Голов. ред. УРЕ, 1987. - 504 с.» комонімів Підсухе та Буковець не зафіксовано.
У довіднику адміністративно-територіального устрою 2005 р. на сторінці 351 записана назва Підсухе.
За непідтвердженою інформацію статус окремого села поселенню було відновлено у 1989 році.
З 2020 р., після чергової адміністративно-територіальної реформи, село Підсухе разом з присілками Буковець та Лавки увійшло до Старокропивницького старостинського округу Східницької громади оновленого Дрогобицького району Львівщини.

## Етимологіяназви
Ономастка Віра Котович вважає, що у назві поселення відображено назву мікротопоніма Підсухий, який первісно вказував на «місцевість під Сухим», де Сухий, очевидно, - гідронім.
Джерело: Віра Котович. Походження назв населених пунктів Дрогобиччини (наукові версії). - Дрогобич: Посвіт, 2012. - С. 58
У довіднику «Українська РСР. Адміністративно-територіальний поділ на 1 вересня 1946 року. Вид. перше. - К.: Українське видавництво політичної літератури, 1947. - 1064 с.» на сторінці 146 назва поселення зафіксована, як Буховець. М. Худаш припускає, що у довіднику друкарська помилка, а первісно назва поселення звучала не Буховець, а Буковець і в ній зазначено гідронім, назву потоку Буковець. А назва потоку, у свою чергу, походить від дерева бук. З таким твердженням погоджується дослідник-любитель Андрій М'язик. 
Також на польській карті 1930-х років нанесено поселення Bukowice (Буковець).
Назви колишніх присілків Лавки, Смерековатий та Устя А. М'язик пояснює просто:
- Лавка - на діалекті жителів Карпат так називають кладку через ріку. Також можна припустити, що назва походить від діалектного слова лава, що позначає примітивний стругальний верстат
- Смерековатий - від гідроніма Смерековатий. Гідронім можна пов'язати із назвою дерева смерека. Також смерековатий могло використовуватись у значенні сріблястий
- Устя - походить від апелятива устя — «гирло», «місце, де зливаються дві річки».

## Антропоніміка
Тепер важко визначити хто та коли заснував та заселив поселення, тобто важко визначити корінні наймення мешканців. Станом на січень 2024 р. на хуторі зафіксовані такі прізвища: Аксиневич, Гівчак, Дуб, Дубик, Кльоба, Кулиняк, Кухар, Кушнір, Лутчак, Марунетчин, Матієчко, Мойсеєнко, Муца, Папков, Паращак, Савчин, Свищ, Чорний(-а), Штереб. 
Найімовірніше, автохтонними антропонімами мешканців будуть Гівчак, Лутчак, Матієчко та Свищ, оскільки вони поширені у сусідньому селі - Новому Кропивнику; Штереб - у сусідніх селах Ластівка та Старий Кропивник.

## Географія
Село розташоване на правому березі ріки Стрий. Поселенням протікають потічки Смерековатий та Буковиця. Село складається із трьох основних частин: Лавки, Буковиця та власне Підсухе. Буковиця складається також із трьох частин: Устя, Смерековатий та власне Буковиця. На старих картах видно, що колись поселення мало назву Буковиця.
Обійстя  побудовані на висоті 490-550 метрів над р. м. Гори обабіч сягають висоти 800 м.
Станом на 01 січня 2015 року у селі було 22 домогосподарств та проживало 24 особи (згідно даних Дрогобицького відділу статистики). Згідно даних перепису населення 2001 р., - було зареєстровано 36 людей. 
Станом на 2015 рік Підсухе у межах забудови займає площу 25,6 га або 0,26 км². З урахуванням приналежних полів, лісів тощо - 117,2 га або 1,17 км².
У населеному пункті одна назва вулиці: Лісова.
Дорога у селі без покриття. заїзд лише убрід через ріку Стрий. Є пішохідний міст (на місцевому діалекті - лавка). Відстань до центру громади становить 9 км.
Автобусного сполучення Підсухе не має, однак по іншому березі ріки двічі у день курсує автобус сполученням Дрогобич - Свидник.
До школи діти ходять у сусіднє село Новий Кропивник.
Сусідні населені пункти:

## Див також
- Гута
- Перепростиня
- Новий Кропивник